# Nicholas De Mayer
Nicholaes De Mayer (Amburgo, 10 luglio 1635 – New York, 19 marzo 1691) è stato un politico tedesco, 9° sindaco di New York.